# کمال‌آباد (مهرستان)
کمال‌آباد، روستایی در دهستان بیرک شرقی بخش بیرک شهرستان مهرستان در استان سیستان و بلوچستان ایران است.

## جمعیت
بر پایه سرشماری عمومی نفوس و مسکن در سال ۱۳۹۵، جمعیت این روستا برابر با ۱۰ نفر (۴ خانوار) بوده‌است.